# Софийски окръжен съд
Софийски окръжен съд е окръжен съд в България със седалище в София, в чиято юрисдикция влизат съдебните райони на районните съдилища в Ботевград, Елин Пелин, Етрополе, Ихтиман, Костинброд, Пирдоп, Самоков, Своге и Сливница – т.нар. Софийски съдебен окръг.
Софийският окръжен съд се произнася като първа инстанция по дела, определени със закон, и като въззивна инстанция по жалби срещу решения на районните съдилища в Софийския съдебен окръг.
Софийският окръжен съд се състои от двадесет и двама съдии, двама от които са младши съдии, и 34 служители. Съдиите от Софийския окръжен съд са групирани в три отделения според правната материя на подсъдните им дела:
наказателно, гражданско и търговско отделение, всяко от които има собствен ръководител. Административното ръководство на Софийския окръжен съд се осъществява от неговия председател и трима заместник-председатели, които са ръководителите на трите отделения на съда.
Софийският окръжен съд се помещава в Съдебна палата в София, където административните му служби използват стаи и помещения на сутерена и на партерния етаж на сградата, а заседанията си провежда в 21 заседателна зала на четвъртия етаж.

## История
Софийският окръжен съд е създаден с Указ 207 на Президиума на Народното събрание от 16 март 1959 г., с който се създават новите окръжните съдилища, следващи административното деление на България. Съществуващият дотогава Софийски окръжен съд е упражнявал юрисдикция върху Кюстендилски, Пернишки и Софийски съдебен окръг, както и върху София-град, а освен в София той е притежавал и едно отделение в Благоевград. Указът от 16 март 1958 г. създава сегашните окръжни съдилища, в това число и Софийския градски съд, който има статут на окръжен съд с юрисдикция върху съдебния район на София-град.